# Pfarrkirche Winden am See

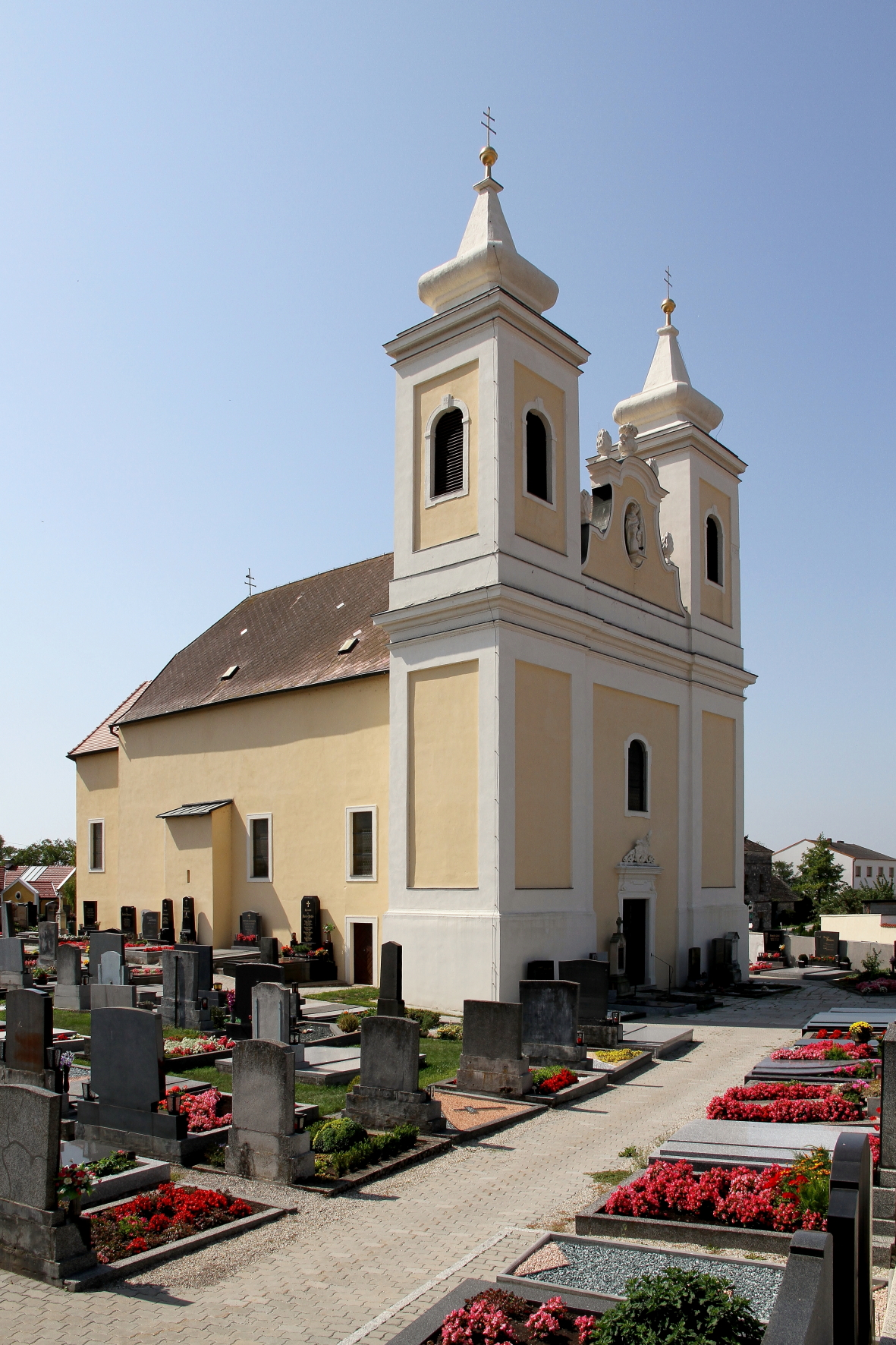
Katholische Pfarrkirche hl. Florian in Winden am See

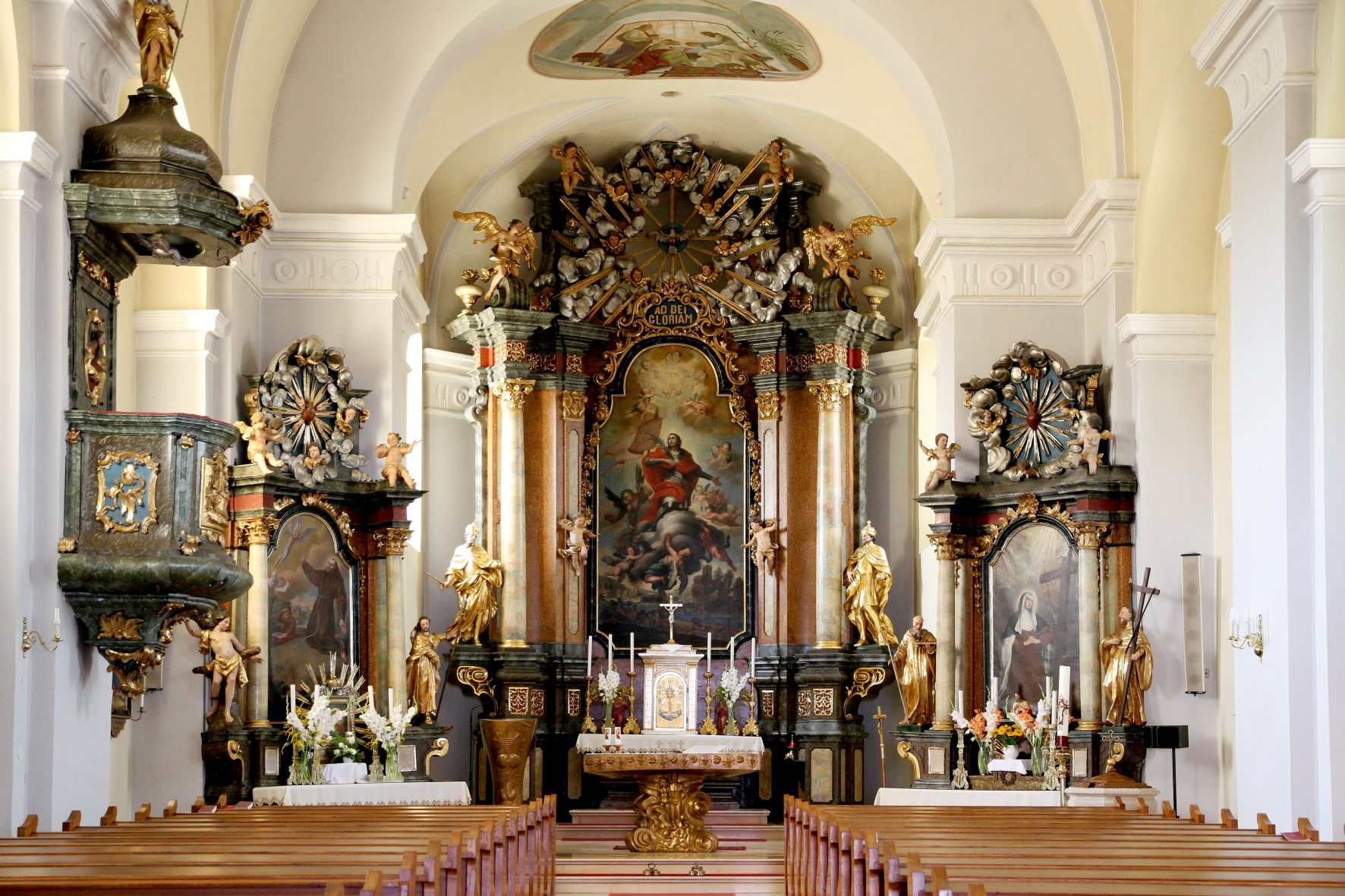
Innenansicht

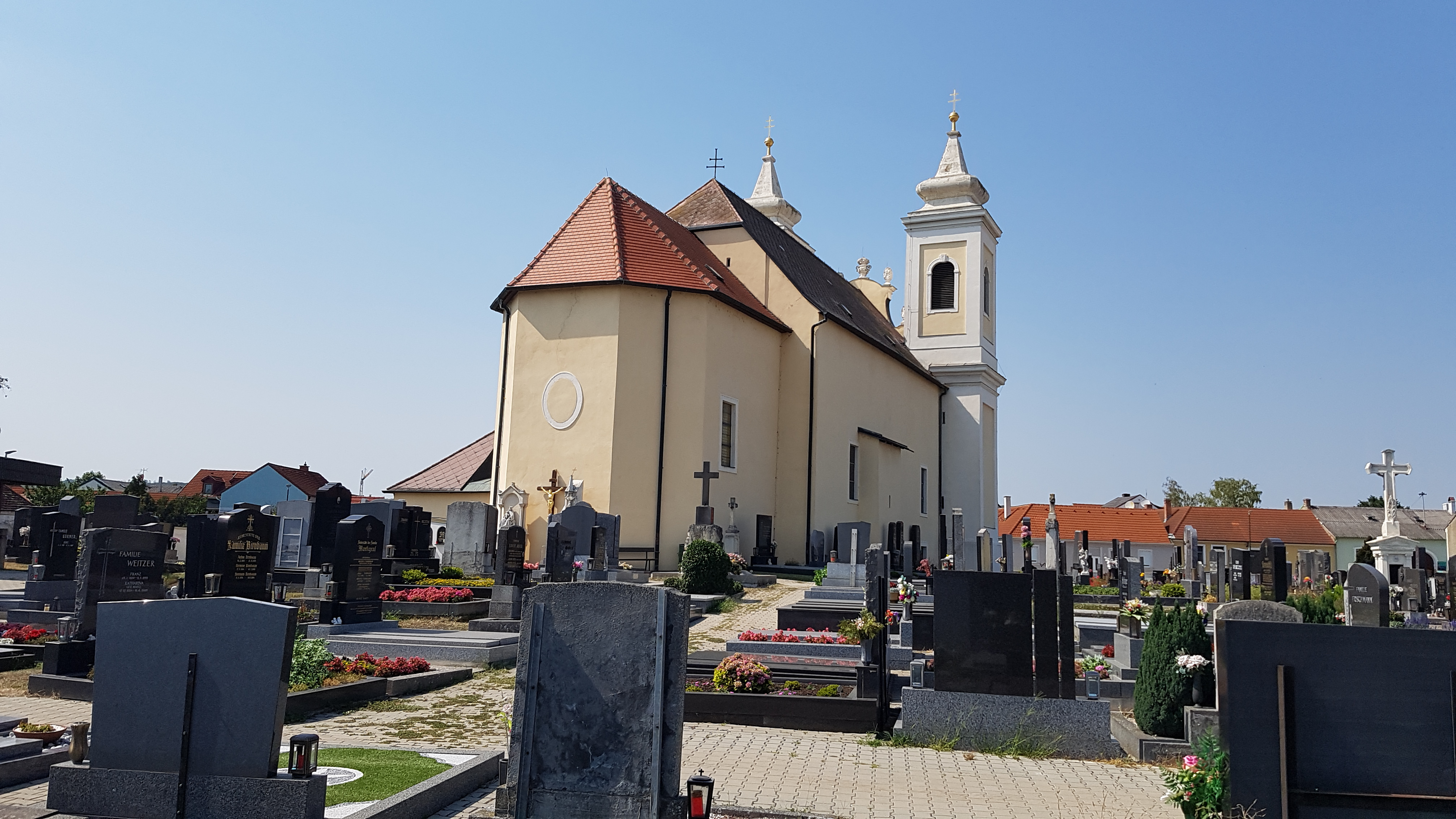
Rückseite

Die römisch-katholische Pfarrkirche Winden am See steht in der Gemeinde Winden am See im Bezirk Neusiedl am See im Burgenland. Sie ist dem heiligen Florian geweiht und gehört zum Dekanat Neusiedl am See in der Diözese Eisenstadt. Das Bauwerk steht unter Denkmalschutz (Listeneintrag).

## Lagebeschreibung
Die Kirche steht am Südende der Ortschaft.

## Geschichte
Bereits vor 1453 bestand in Winden am See eine Pfarre. Die alte Kirche wurde während der Zweiten Wiener Türkenbelagerung zerstört. Unter Einbezug von Mauerwerk der älteren Kirche wurde die Kirche 1725 durch Elias Hügel, Steinmetzmeister aus Kaisersteinbruch, neu gebaut. Die Kirche wurde in den Jahren 1833, 1898 und 1961 restauriert. Siehe die bauliche Ähnlichkeit mit der Filialkirche St. Lorenz am Mondsee in Oberösterreich.

## Architektur
Kirchenäußeres
Die Kirche ist ein barocker Bau mit breit gelagerter Fassade. Über dem Nordportal ist ein Wappen des Stiftes Heiligenkreuz zu sehen. Zwischen den beiden Fassadentürmen mit gedrückten Zwiebelhelmen aus Stein ist ein Volutengiebel mit Vasenschmuck. In einer Nische steht die Figur des heiligen Florian. Der Chor ist eingezogen und hat einen 3/8-Schluss.
Kircheninneres
Das Kirchenschiff ist dreijochig und tonnengewölbt mit tiefen Stichkappen. Das Gewölbe lagert auf flachen zweistufigen Pilastern. Im tonnengewölbten Turmjoch ist eine Empore ohne Stützen, dafür mit geschweifter und getäfelter Brüstung. Der Triumphbogen ist breit gebaut. Das Chorjoch ist langgezogen. Darüber ist Kappengewölbe. Auf der rechten Seite ist das Sakristeiportal. In der Apsis sind schräg gestellte Pilaster.

## Ausstattung
Die Ausstattung stammt aus der Bauzeit. Der Hochaltar wurde in der ersten Hälfte des 18. Jahrhunderts geschaffen. Er besteht aus einer Pilasterwand mit Gebälkkröpfen über korinthischen Säulen. Das Altarbild zeigt den heiligen Florian. Auf dem Tabernakel steht ein byzantisierendes Marienbild in einem Empire-Metallrahmen aus der ersten Hälfte des 19. Jahrhunderts. Die Seitenfiguren stellen die heiligen Könige Ladislaus und Stephan dar. Die Seitenaltäre sind am Triumphbogen angebaut. Sie stammen aus der Zeit um 1740 und sind gleich aufgebaut. Das linke Altarbild zeigt die „Stigmatisation des heiligen Franziskus“. Es wird von Figuren der Heiligen Sebastian und Rochus flankiert. In der Mensa liegend ist die heilige Rosalia dargestellt. Das Altarbild des rechten Seitenaltars stellt die heilige Teresa von Ávila dar. Es wurde von Johann Länner gemalt. Die flankierenden Figuren stellen den heiligen Benedikt und den heiligen Bernhard dar. Die Kanzel ist mit vergoldetem Rocailleschmuck verziert. Auf dem Korb ist ein Relief „Christus und die Samariterin“ dargestellt. An der Rückwand der Kanzel ist ein Relief der Evangelisten dargestellt. Der Schalldeckel hat die Form eines Zwiebelhelms. Darauf steht eine Figur des „Guten Hirten“.

## Orgel
Die Orgel mit 10 Registern stammt aus dem Jahr 1819 von Friedrich Deutschmann.